# Arctogeophilus melanonotus
Arctogeophilus melanonotus är en mångfotingart som först beskrevs av Charles Thorold Wood 1862.  Arctogeophilus melanonotus ingår i släktet Arctogeophilus och familjen storjordkrypare. Inga underarter finns listade i Catalogue of Life.